# نيل غريفيثز
نيل غريفيثز (بالإنجليزية: Neil Griffiths)‏ (12 أكتوبر 1951 بستوك أون ترينت في المملكة المتحدة - ) هو مدرب كرة قدم ولاعب كرة قدم بريطاني في مركز الظهير. لعب مع بورت فايل وماكليسفيلد تاون ونادي كرو ألكساندرا ونادي تشستر سيتي وستافورد رينجرز وNewcastle Town F.C. ‏.

## وصلات خارجية
- نيل غريفيثز على موقع قاعدة بيانات كرة القدم.إي يو (الإنجليزية)